# Teising
Teising ist eine Gemeinde im westlichen Landkreis Altötting (Regierungsbezirk Oberbayern).

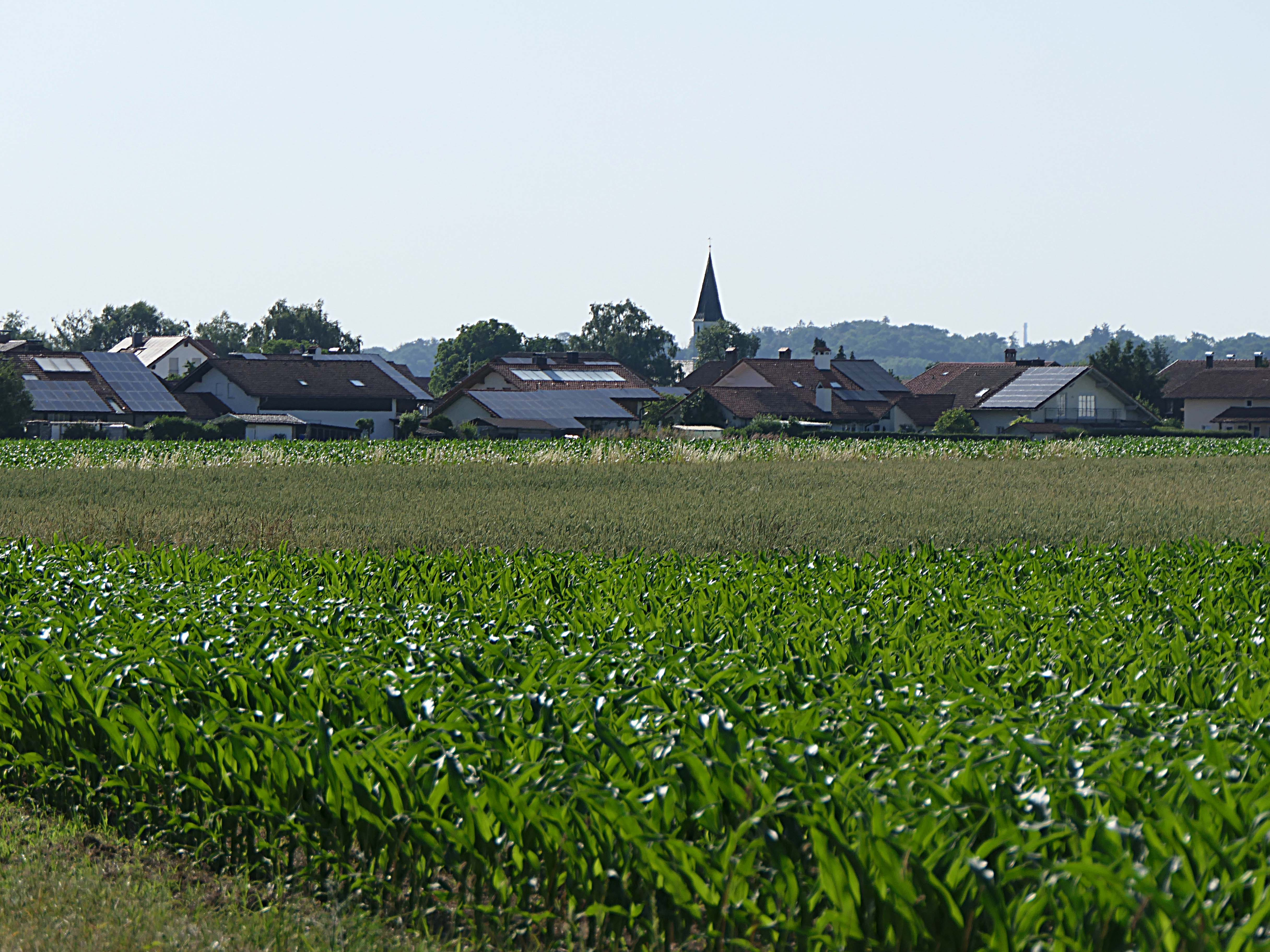
Teising von Nordwesten

## Geografie

### Geografische Lage
Teising liegt in der Region Südostoberbayern zwischen den Städten Altötting und Mühldorf am Inn unmittelbar an der Staatsstraße 2550 (ehemalige B 12).
Der Inn fließt durch das Gemeindegebiet von Teising.

### Gemeindegliederung
Es gibt fünf Gemeindeteile (in Klammern ist der Siedlungstyp angegeben):
- Gschwandtner (Einöde)
- Holzhauser Eck (Einöde)
- Lohberg (Einöde)
- Teising (Kirchdorf)
- Weitfeld (Weiler)

Es gibt nur die Gemarkung Teising.

## Geschichte
Zur Keltenzeit siedelten Menschen in den Wäldern um Teising, worauf eine Keltenschanze unterhalb des Ortes hindeutet. Zur Römerzeit kreuzten sich nahe Teising zwei Römerstraßen, eine davon folgte dem Verlauf der heutigen Inn- und Waldstraße hin zu einer Innquerung Richtung Töging. Teising wurde im Jahr 710 als „Tisingen“ erstmals urkundlich erwähnt und ist damit die älteste Gemeinde im Landkreis Altötting; auf der Ortsnamen-Seite ist das Jahr 724 genannt. Teising gehörte zum Rentamt Burghausen und zum Landgericht Neuötting des Kurfürstentums Bayern. 1818 wurde die Gemeinde Raitenhart mit Teising und Unterholzhausen durch das zweite Gemeindeedikt als Ruralgemeinde begründet. Sie wurde durch Beschluss des Innenministeriums vom 17. Juli 1833 in die zwei Gemeinden Raitenhart und Teising aufgeteilt. Im Jahre 1885 wurde die Freiwillige Feuerwehr gegründet. Bis 1955 war Teising dank eigenen Elektrizitätswerks energietechnisch autark. Die Hälfte der Gemeinde steht seit den 1980er Jahren in einem Wasserschutzgebiet. Durch den Bau der Autobahn A 94 wurde die ehemals durch den Ort führende Bundesstraße 12 zur Staatsstraße 2550 abgestuft. Dadurch konnte das Ortszentrum neu gestaltet werden. Weitere Einmündungen in die Hauptstraße aus den Siedlungen (via Ahornstraße und Blumenstraße) werden allerdings bis heute politisch verzögert, so dass Teising bis heute aus zwei getrennten Siedlungsschläuchen nördlich und südlich der ehemaligen B 12 besteht.

### Verwaltungsgemeinschaft
1978 wurden die Verwaltungen der Gemeinde Tüßling und der Gemeinde Teising zur Verwaltungsgemeinschaft Tüßling zusammengelegt. Diese Verwaltungsgemeinschaft wurde auf Bestreben der Gemeinde Teising mit Wirkung ab 1. Januar 1998 wieder aufgelöst.

### Einwohnerentwicklung
Zu Beginn des Zweiten Weltkriegs hatte Teising noch weniger als 400 Einwohner. Nach dem Zweiten Weltkrieg folgte kurzzeitig ein rascher Zuzug von Flüchtlingen, doch in den 1960er Jahren fiel die Bevölkerungszahl wieder auf ca. 550. Erst danach ging es im Zuge der Ausweisung zahlloser Baugebiete durch den Bürgermeister und Kiesgrubenbesitzer Josef Bachmeier rasch bergauf.
Zwischen 1988 und 2018 wuchs die Gemeinde von 1568 auf 1870 um 302 Einwohner bzw. um 19,3 %.
- 1970: 0846 Einwohner
- 1987: 1477 Einwohner
- 1991: 1697 Einwohner
- 1995: 1856 Einwohner
- 2000: 1987 Einwohner
- 2005: 1932 Einwohner
- 2010: 1868 Einwohner
- 2015: 1913 Einwohner
- 2020: 1848 Einwohner

## Religion
Teising gehört zur Pfarrei Burgkirchen am Wald. In der dem Hl. Johannes dem Täufer geweihten Ortskirche findet jeden Samstag ein Vorabendgottesdienst statt.

## Politik

### Bürgermeister
Erster Bürgermeister ist Johann Hiebl (Teisinger Liste). Dieser wurde im Jahr 2002 Nachfolger von Josef Bachmeier (CSU/Frei ohne Partei) und zuletzt am 15. März 2020 mit 65,0 % der Stimmen wieder gewählt.

### Gemeinderat
Nach der Kommunalwahl am 15. März 2020 hat der Gemeinderat zwölf Mitglieder. Die Wahlbeteiligung lag bei 66,50 % (2014: 54,41 %). Die Wahl brachte folgendes Ergebnis:
|  | Teisinger Liste | 5 Sitze | (38,1 %) |
|  | CSU             | 4 Sitze | (33,4 %) |
|  | Freie Wähler    | 3 Sitze | (28,4 %) |

Bei der Wahl vom 16. März 2014 traten CSU und Teisinger Liste mit einem gemeinsamen Wahlvorschlag an und erreichten 9 Sitze; die Freien Wählern hatten 3 Sitze.
Weiteres Mitglied und Vorsitzender des Gemeinderates ist der Erste Bürgermeister.

### Wappen
| Wappen der Gemeinde Teising | Blasonierung: „Schräg geteilt von Blau und Silber; oben eine goldene heraldische Lilie, unten drei blaue Pfähle.“ |
| Wappen der Gemeinde Teising | Das Wappen wird seit 1982 geführt.                                                                                |

## Kultur und Sehenswürdigkeiten

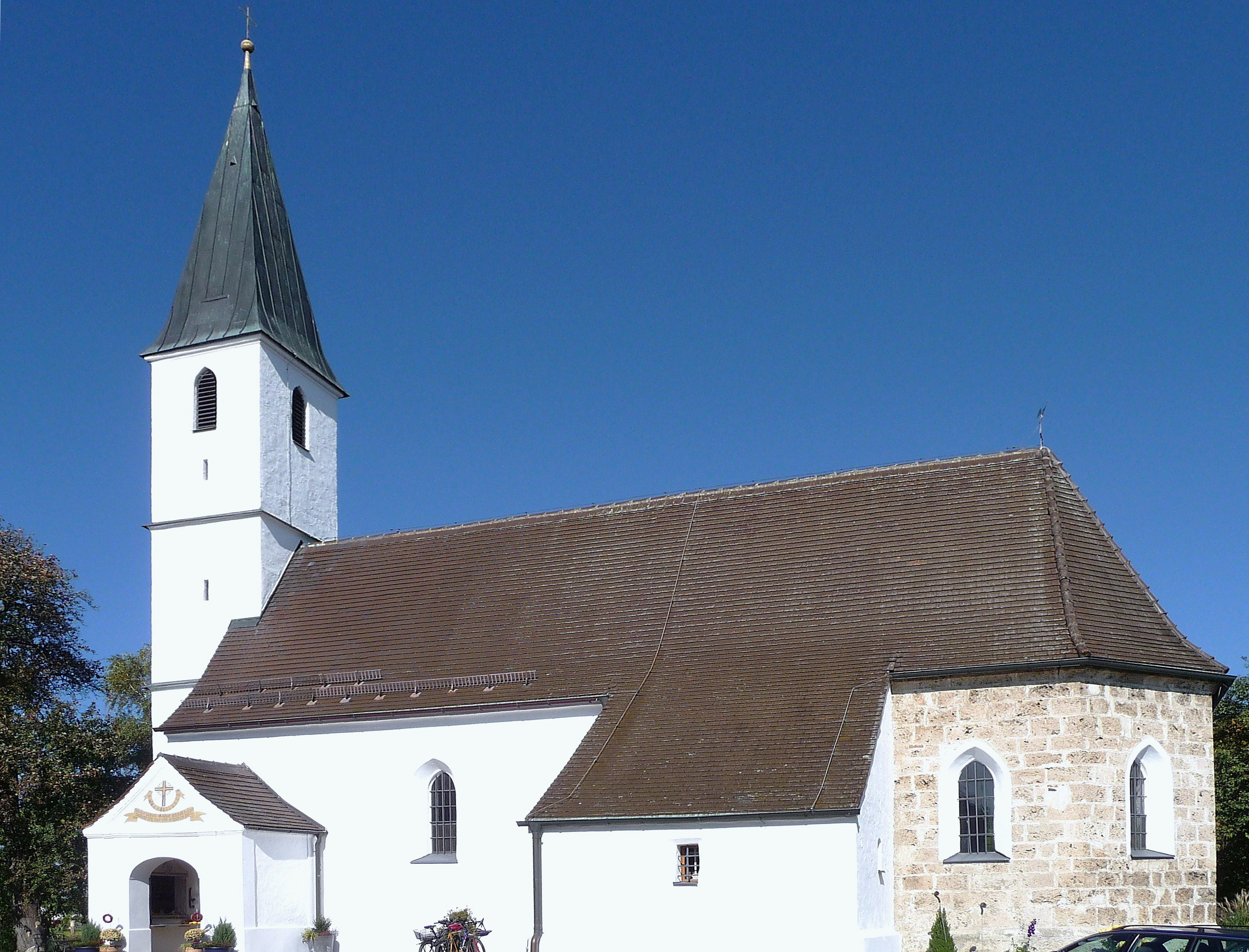
Filialkirche St. Johannes der Täufer

- Dorfkirche St. Johannes der Täufer: gotisch, 15. Jahrhundert, 2009 renoviert
- Altes Feuerwehrhaus mit Lüftlmalerei
- Westfassade des Reiterhofs (leider in desolatem Zustand)
- Fundamente der Bahnbrücke über den Teisinger Bach der ehemaligen Bahnstrecke Mühldorf-Alte Bahn-Altötting (zwischen Heiligenstätter Straße und Kirchenweg)

## Wirtschaft und Infrastruktur

### Wirtschaft einschließlich Land- und Forstwirtschaft
Am 30. Juni 2019 gab es 639 sozialversicherungspflichtige Arbeitsplätze in der Gemeinde. Von der Wohnbevölkerung standen 805 Personen in einer versicherungspflichtigen Tätigkeit. Damit überwog die Zahl der Auspendler um 166 Personen. 21 Einwohner waren arbeitslos.
Die neun landwirtschaftlichen Betriebe mit Sitz in der Gemeinde bewirtschafteten 2016 insgesamt 332 Hektar Fläche.

### Verkehr
Durch Teising verläuft die Staatsstraße 2550 (ehemalige B 12) Es besteht ein regelmäßiger Busliniendienst nach Altötting und Mühldorf.

### Datennetz
Alle 806 Haushalte haben Internetzugang mit einer Bandbreite von bis zu 2000 kbit pro Sekunde.

### Bildung
Es gibt folgende Einrichtungen:
- Kindertagesstätte mit 85 genehmigten Plätzen und 80 Kindern, davon 12 unter 3 Jahren (Stand 1. März 2020)
- Grundschule Teising mit fünf Lehrern, vier Klassen und 76 Schülern (Schuljahr 2020/2021)[10]
- Mehrzweckhalle
- Sportheim, zwei Fußballfelder, Tennisplätze